# Mutual Security Act
Mutual Security Act är en amerikansk lag från 1951 genom vilket det amerikanska biståndet, militärt, ekonomiskt och tekniskt, fastställdes. Biståndet skulle dels hjälpa fattiga länder till utveckling, men också motverka spridningen av kommunism. Lagen förnyades år för år till 1961 och orsakade årliga debatter om storleken på det militära biståndet och relationen mellan militärt och civilt bistånd.